# Staffan Hæger
Pehr Staffan Hæger, född 25 november 1926 i Göteborg, död 26 januari 2002, var en svensk förläggare.
Hæger, som var son till direktör C. Erik Hæger och Brita Åqvist, avlade studentexamen i Örebro 1946, blev juris kandidat vid Uppsala universitet 1953, genomförde tingstjänstgöring i Södersysslets domsaga 1954–1956, var aspirant i kammarrätten 1956, blev fiskalskompetent där 1957 och var biträdande jurist på advokatbyrå 1957–1958. Han var verkställande direktör i AB Svenska katalogförlaget och Bokförlaget Vem är Vem AB från 1959, vilka tidigare drivits av Oscar Rosswall. Hæger var utgivare av andra upplagan av det biografiska uppslagsverket Vem är Vem (1962–1968) och Svensk Läkarmatrikel 1970 (1971). Han var förste kurator i Södermanlands-Nerikes nation i Uppsala 1952. 